# フレドホルム核
数学の分野におけるフレドホルム核（フレドホルムかく、英: Fredholm kernel）とは、あるバナッハ空間上の核で、その空間の核作用素と関連するものである。フレドホルム積分方程式およびフレドホルム作用素の概念の一つの抽象化であり、フレドホルム理論における主要な研究対象の一つとなっている。その名称は、エリック・イヴァル・フレドホルムにちなむ。フレドホルム核に関する抽象理論の多くは、アレクサンドル・グロタンディークによって研究され、その内容は 1955 年の出版物に見られる。

## 定義
B を任意のバナッハ空間とし、B* をその双対空間、すなわち、B 上の有界線型汎函数からなる空間とする。テンソル積 {\displaystyle B^{*}\otimes B} には、ノルム
{\displaystyle \Vert X\Vert _{\pi }=\inf \sum _{\{i\}}\Vert e_{i}^{*}\Vert \Vert e_{i}\Vert }
の下での完備化が存在する。但しここで、上式の下限は、すべての有限な表現
{\displaystyle X=\sum _{\{i\}}e_{i}^{*}e_{i}\in B^{*}\otimes B}
に関して取られるものとする。
そのようなノルムの下での完備化は、しばしば
{\displaystyle B^{*}{\widehat {\,\otimes \,}}_{\pi }B}
のように記述され、射影位相テンソル積と呼ばれる。この空間の元が、フレドホルム核と呼ばれる。

## 性質
すべてのフレドホルム核は、次のような形式で表現することが出来る：
{\displaystyle X=\sum _{\{i\}}\lambda _{i}e_{i}^{*}\otimes e_{i}}
ここで {\displaystyle e_{i}\in B} および {\displaystyle e_{i}^{*}\in B^{*}} は {\displaystyle \Vert e_{i}\Vert =\Vert e_{i}^{*}\Vert =1} を満たすようなものであり、
{\displaystyle \sum _{\{i\}}\vert \lambda _{i}\vert <\infty \,}
が成立している。
そのような核に対応するものは、正準表現
{\displaystyle {\mathcal {L}}_{X}f=\sum _{\{i\}}\lambda _{i}e_{i}^{*}(f)\otimes e_{i}\,}
の存在する線型作用素
{\displaystyle {\mathcal {L}}_{X}:B\to B}
である。
すべてのフレドホルム核に対応するものは、
{\displaystyle {\mbox{tr}}X=\sum _{\{i\}}\lambda _{i}e_{i}^{*}(e_{i})\,}
で定義される、トレースである。

## p-総和可能な核
フレドホルム核は、
{\displaystyle \sum _{\{i\}}\vert \lambda _{i}\vert ^{p}<\infty }
が成立するとき、p-総和可能（p-summable）であると言われる。
フレドホルム核は、それが p-総和可能であるようなすべての {\displaystyle 0<p\leq 1} についての下限が q であるとき、次数 q であると言われる。

## バナッハ空間上の核作用素
作用素 {\displaystyle {\mathcal {L}}:B\to B} は、{\displaystyle {\mathcal {L}}={\mathcal {L}}_{X}} であるような {\displaystyle X\in B^{*}{\widehat {\,\otimes \,}}_{\pi }B} が存在するとき、核作用素であると言われる。そのような作用素が p-総和可能あるいは次数 q であるとは、X がそれらの性質を満たすことを言う。一般的に、そのような核作用素の対応する核 X は唯一つであるとは限らない。したがって、そのトレースは一意には定まらない。しかし、次数が {\displaystyle q\leq 2/3} を満たすなら、そのトレースは一意に定まる。これはグロタンディークの定理によるものである。

## グロタンディークの定理
{\displaystyle {\mathcal {L}}:B\to B} をある作用素とする。その次数が {\displaystyle q\leq 2/3} を満たすなら、そのトレースは
{\displaystyle {\mbox{Tr}}{\mathcal {L}}=\sum _{\{i\}}\rho _{i}}
のように定義されうる。ここで、{\displaystyle \rho _{i}} は {\displaystyle {\mathcal {L}}} の固有値とする。また、そのフレドホルム行列式は、z の整関数
{\displaystyle \det \left(1-z{\mathcal {L}}\right)=\prod _{i}\left(1-\rho _{i}z\right)}
である。関係式
{\displaystyle \det \left(1-z{\mathcal {L}}\right)=\exp {\mbox{Tr}}\log \left(1-z{\mathcal {L}}\right)}
も同様に成立する。最後に、{\displaystyle {\mathcal {L}}} がある複素数値パラメータ w によって関連付けらなら、すなわち、{\displaystyle {\mathcal {L}}={\mathcal {L}}_{w}} であり、そのパラメータ付けがある領域上で正則であるなら、
{\displaystyle {\mathcal {L}}={\mathcal {L}}_{w}}
も同じ領域上で正則となる。

## 例
ある重要な例として、領域 {\displaystyle D\subset \mathbb {C} ^{k}}　上の正則関数からなるバナッハ空間が挙げられる。この空間においては、すべての核作用素の次数はゼロであり、したがってトレースクラスである。

## 核空間
核作用素の概念は、フレシェ空間にも適用される。核空間とは、その空間から任意のバナッハ空間へのすべての有界写像が核作用素であるようなフレシェ空間のことを言う。